# C1QL1
C1QL1 (англ. Complement C1q like 1) – білок, який кодується однойменним геном, розташованим у людей на короткому плечі 17-ї хромосоми. Довжина поліпептидного ланцюга білка становить 258 амінокислот, а молекулярна маса — 26 453.
| 10         |  | 20         |  | 30         |  | 40         |  | 50         |
| ---------- |  | ---------- |  | ---------- |  | ---------- |  | ---------- |
| MLLVLVVLIP |  | VLVSSGGPEG |  | HYEMLGTCRM |  | VCDPYPARGP |  | GAGARTDGGD |
| ALSEQSGAPP |  | PSTLVQGPQG |  | KPGRTGKPGP |  | PGPPGDPGPP |  | GPVGPPGEKG |
| EPGKPGPPGL |  | PGAGGSGAIS |  | TATYTTVPRV |  | AFYAGLKNPH |  | EGYEVLKFDD |
| VVTNLGNNYD |  | AASGKFTCNI |  | PGTYFFTYHV |  | LMRGGDGTSM |  | WADLCKNGQV |
| RASAIAQDAD |  | QNYDYASNSV |  | ILHLDAGDEV |  | FIKLDGGKAH |  | GGNSNKYSTF |
| SGFIIYSD   |  |            |  |            |  |            |  |            |

A: Аланін

C: Цистеїн

D: Аспарагінова кислота

E: Глутамінова кислота

F: Фенілаланін

G: Гліцин

H: Гістидин

I: Ізолейцин

K: Лізин

L: Лейцин

M: Метіонін

N: Аспарагін

P: Пролін

Q: Глутамін

R: Аргінін

S: Серин

T: Треонін

V: Валін

W: Триптофан

Секретований назовні.